# Drehna
Drehna, obersorbisch Tranjeⓘ, ist der westlichste Ortsteil der sächsischen Gemeinde Boxberg/O.L. im Landkreis Görlitz. Es zählt zum offiziellen sorbischen Siedlungsgebiet in der Oberlausitz.

## Geographie
Drehna liegt in Form eines Straßendorfes südlich der Bahnstrecke Hoyerswerda–Horka und westlich von Uhyst. Nördlich des Dorfes zweigt die nach Lohsa führende Staatsstraße 108 von der Bundesstraße 156 ab, die aus Richtung Boxberg um den nordöstlich liegenden Bärwalder See nach Uhyst führt.
Umgebende Orte sind Uhyst im Osten, Mönau im Südosten, Rauden im Süden, Driewitz im Westen und Lippen im Nordwesten. Südlich des Ortes schließt sich das Drehnaer Teichgebiet an.

## Geschichte
Die urkundliche Überlieferung für Drehna setzt erst spät ein. Erstmals erwähnt wird Drehna 1501 als Drene. Bereits im 16. Jahrhundert gehört das Dorf zum Rittergut Uhyst.
Eingepfarrt ist Drehna nach Milkel (belegt für das Jahr 1554). Der Wechsel nach Uhyst erfolgt erst 1823, verursacht durch die veränderte politische Lage nach dem Wiener Kongress, der die sächsisch-preußische Grenze südlich des Raums Uhyst zieht. Während Milkel beim Königreich Sachsen verbleibt, wird Drehna dem Königreich Preußen zugeschlagen. Die Gemeinde gehört zum brandenburgischen Landkreis Spremberg, bis 1825 der Landkreis Hoyerswerda aus ihm herausgelöst und der Provinz Schlesien zugeordnet wird.

### 20. Jahrhundert
Nach mehreren Großbränden, unter anderem 1878 und 1928, wird 1934 die Freiwillige Feuerwehr Drehna gegründet. Das Feuerwehrhaus ist im Ort bereits seit 1902 vorhanden.
Im Rahmen der nationalsozialistischen Germanisierung sorbischer Ortsnamen wurde Drehna 1936 in Grünhain umbenannt. 1947 erhielt es seinen ursprünglichen Namen zurück. Gegen Ende des Zweiten Weltkriegs verlässt die Bevölkerung im April 1945 bis auf zwei Familien das Dorf. Bei Kämpfen sterben mindestens 19 deutsche Soldaten.
Nach dem Kriegsende wird der westliche Teil Niederschlesiens wieder dem Land Sachsen zugeschlagen. Durch die Verwaltungsreform von 1952 liegt Drehna im südlichen Teil des nunmehr verkleinerten Kreises Hoyerswerda.
Der 1929 gegründete Radfahrverein „Frischauf Drehna“ kann in den fünfziger Jahren über die Kreisgrenzen hinweg im Kunst- und Reigenfahren Erfolge holen. Schwierigkeiten mit der Ersatzteilbeschaffung führen jedoch schon gegen Ende des Jahrzehnts zur Vereinsauflösung.
Die ehemalige Uhyster Pertinenz Drehna wird am 1. Mai 1974 zusammen mit Lippen nach Uhyst eingemeindet.
Bei einer 1995 durchgeführten Bürgerbefragung in der Gemeinde Uhyst zur gewünschten Kreiszugehörigkeit nach der Auflösung des Landkreises Hoyerswerda äußern sich die Bürger in Drehna für einen Wechsel zum Niederschlesischen Oberlausitzkreis, dem die Gemeinde ohne dem Ortsteil Lippen zum 1. Januar 1996 beitritt. Knapp 12 Jahre später, am 1. Oktober 2007, schließt sich Uhyst der Gemeinde Boxberg/O.L. an.

### Bevölkerungsentwicklung
| Jahr | Einwohner |
| ---- | --------- |
| 1825 | 109       |
| 1871 | 185       |
| 1885 | 145       |
| 1905 | 132       |
| 1925 | 164       |
| 1939 | 145       |
| 1946 | 145       |
| 1950 | 142       |
| 1964 | 148       |
| 1971 | 133       |
| 1999 | 117       |
| 2007 | 101       |
| 2008 | 98        |

Im Jahr 1777 wirtschaften in Drehna 4 besessene Mann, 3 Gärtner und 14 Häusler.
Zwischen 1825 und 1871 steigt die Bevölkerung von 109 Einwohnern um rund zwei Drittel auf 185 Einwohner an. Danach fällt sie bis zur Jahrhundertwende ab, um erneut auf 164 Einwohner im Jahr 1925 anzusteigen.
Von 1939 bis 1964 sind die Bevölkerungszahlen ziemlich konstant zwischen 140 und 150 Einwohnern, danach ist ein deutlicher Rückgang zu verzeichnen, dessen vorläufiges Ende bei nur noch 98 Einwohnern im Jahr 2008 erreicht ist.
Noch um 1880 ermittelt Muka im abgelegenen Heidedorf eine gänzlich sorbische Bevölkerung. Auch im Jahr 1956 liegt der sorbischsprachige Bevölkerungsanteil in der Gemeinde bei immerhin noch 81,9 %. Seither ist der Gebrauch der Sprache im Ort stark zurückgegangen.

### Ortsname
Namensformen sind Drene (1501), Drähna (1560) und Drehna (1686). Um 1815 tauchen auch Thräna und Threne als Ortsbezeichnungen auf. Als sorbische Namensvarianten sind unter anderem Dranje und Tranje überliefert.
Durch die erst spät einsetzende urkundliche Überlieferung ist der Namensursprung nicht mehr eindeutig feststellbar. Ernst Eichler sieht im altsorbischen dren „Hartriegel, Kornelkirsche“ einen möglichen Ursprung. Demnach wäre Drehna ein Ort, an dem Hartriegelsträucher wachsen.
Vor dem Hintergrund des slawischen Namensursprungs wird der Ortsname 1936 im Rahmen der nationalsozialistischen Germanisierung sorbischstämmiger Ortsnamen in Grünhain geändert. Die formelle Rückbenennung erfolgt 1947.

## Sehenswürdigkeiten

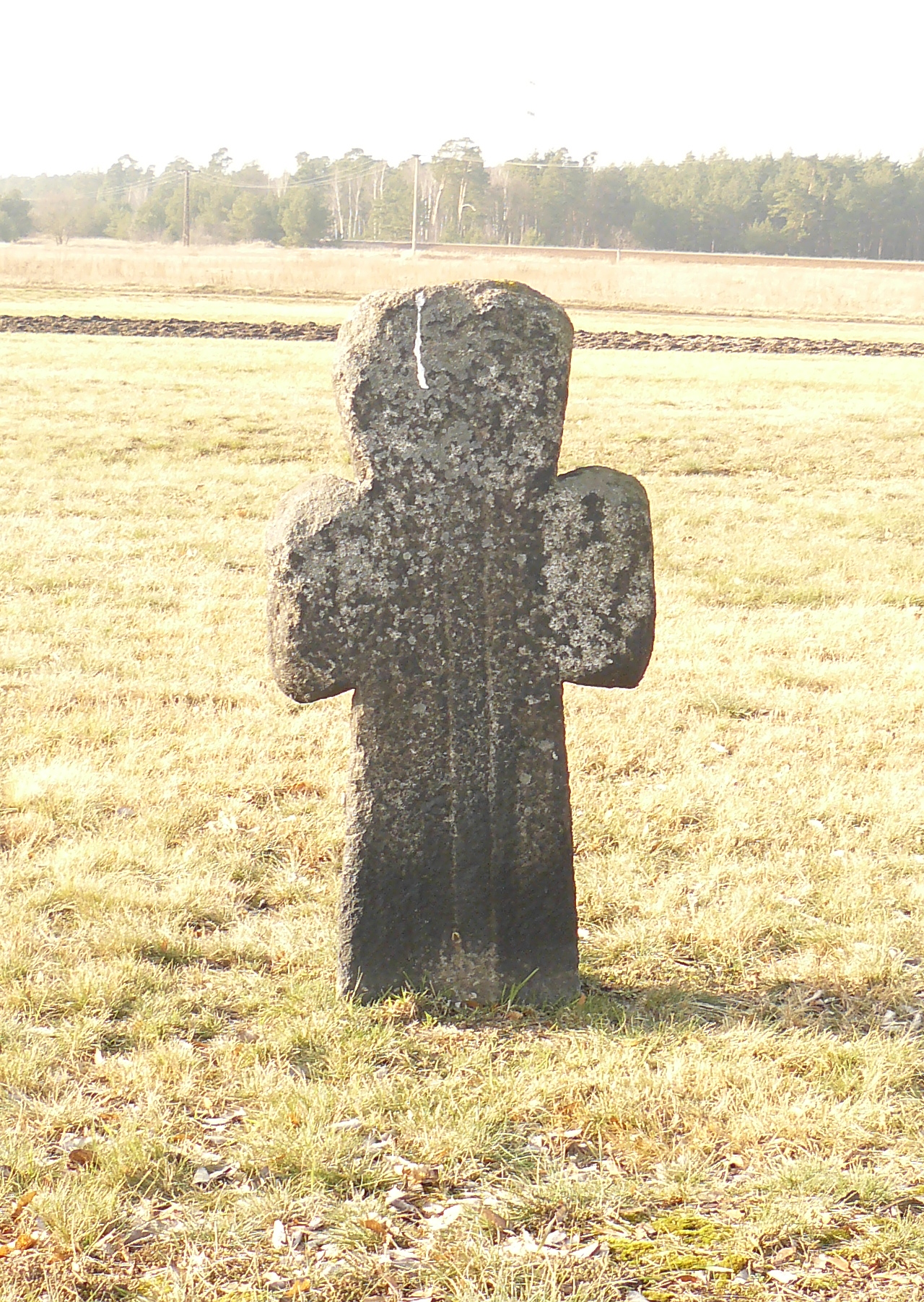
Steinkreuz am Ortseingang von Drehna

In der Nähe des Dorfes stehen an verteilten Orten drei Gedenksteine, darunter ein Steinkreuz mit einem eingemeißelten Schwert.

## Sonstiges
Der Freiwilligen Feuerwehr Drehna gehört mit ihren 40 Mitgliedern fast die Hälfte der Einwohner des Dorfes an. Aufgrund ihrer Stärke wird sie bei Einsätzen teilweise zur Unterstützung der Freiwilligen Feuerwehr Uhyst gerufen.